# Romāns Vainšteins
Romāns Vainšteins, latvijski kolesar, * 3. marec 1973, Talsi, Sovjetska zveza.
Vainšteins je nekdanji profesionalni kolesar, ki je tekmoval za ekipe Team Polti, Kross–Selle Italia, Vini Caldirola, Domo–Farm Frites–Latexco, Vini Caldirola–So.di in Lampre. Nastopil je na poletnih olimpijskih igrah v letih 1996 in 2004, ko je v uspešnejšem od olimpijskih nastopov dosegel 39. mesto v kronometru. Leta 1999 je dosegel svojo edino etapno zmago na dirkah Grand Toura, na Dirki po Italiji. Istega leta je zmagal tudi na enodnevni dirki Pariz–Bruselj in latvijskem državnem prvenstvu v cestni dirki. Največji uspeh kariere je dosegel leta 2000 v Plouayju z osvojitvijo naslova svetovnega prvaka v cestni dirki, ob tem je istega leta na Dirki po Franciji osvojil tretje mesto v razvrstitvi za Zeleno majico. Leta 2011 je osvojil tretji mesti na klasičnih spomenikih Milano–Sanremo in Pariz–Roubaix, v naslednjih letih ni več dosegal vidnejših uspehov, zato je po sezoni 2004 končal kariero.